# Tokiwa Kyota
Tokiwa Kyota (sinh ngày 9 tháng 4 năm 2002) là một cầu thủ bóng đá người Nhật Bản.

## Sự nghiệp câu lạc bộ
Tokiwa Kyota hiện đang chơi cho FC Tokyo.